# Rickettsiales
Die Rickettsiales bilden eine Ordnung kleiner Bakterien innerhalb der Alphaproteobacteria. Die meisten Arten dieser Gruppe sind obligat intrazellulär, sie können nur als Endosymbionten innerhalb fremder Zellen überleben. Rickettsiales sind im Labor schwierig zu kultivieren. Viele Gattungen, wie zum Beispiel Rickettsia, enthalten pathogene Vertreter.
Das Genom der Art Rickettsia prowazekii wurde vollständig sequenziert und weist Ähnlichkeit mit der mitochondrialen DNA auf, was für die Endosymbiontentheorie von Interesse ist. 2018 veröffentlichte Metagenomanalysen legen allerdings nahe, dass der Vorfahre des Mitochondriums keine Rickettsiale ist.

## Pathogene Gattungen und Schädlinge (Auswahl)

### Familie Rickettsiaceae
- Rickettsia prowazekii: Klassisches Fleckfieber (auch epidemisches Fleckfieber genannt)
- Rickettsia rickettsii: Rocky-Mountains-Fleckfieber
- Orientia tsutsugamushi: Tsutsugamushi-Krankheit (scrub typhus)

### Familie Anaplasmataceae
- Anaplasma phagocytophilum: Humane Granulozytäre Anaplasmose (HGA), aufgrund des Synonyms Ehrlichia equi ist die Krankheit auch als Humane Granulozytäre Ehrlichiose (HGE) bekannt.
- Anaplasma platys (Canine Cyclische Thrombozytopenie)
- Ehrlichia chaffensis: Humane Monozytäre Ehrlichiose (HME)
- Ehrlichia ruminantium: Herzwasserkrankheit bei Wiederkäuern
- Ehrlichia canis: Ehrlichiose bei Hunden (Canine Ehrlichiose)
- Neorickettsia sennetsu: Sennetsu Fieber

### Familie Holosporaceae
- Ein noch nicht näher identifiziertes, aber aufgrund von 16S-rRNA-Analysen vermutlich in diese Familie zu stellendes Bakterium verursacht die Necrotizing Hepatopancreatitis (NHP) bei Garnelen. Die Art wird von daher auch oft als das NHP Bakterium (NHPB) bezeichnet. In Garnelenfarmen kann die Ausbreitung dieser Art große wirtschaftliche Schäden anrichten.

## Systematik
Die Systematik dieser Ordnung war in den letzten Jahren aufgrund von 16S-rRNA-Analysen einer großen Umstellung unterzogen. Die früher in diese Ordnung eingegliederte Familie Bartonellaceae wurde in eine andere Ordnung, Rhizobiales gestellt. Aber auch innerhalb der Familien wurden viele Veränderungen unternommen. Unter anderem wurde die Unterteilung der Rickettsiaceae in drei Tribus aufgegeben.
Familien dieser Ordnung und unklare Stellungen:
- Rickettsiaceae
- Anaplasmataceae
- Holosporaceae

Gattungen mit unklarer, bzw. umstrittener Stellung innerhalb dieser Ordnung:
- Caedibacter
- Odyssella
- Midichloria
- Hepatincola
- Nicolleia
- Pelagibacter

### Ältere, klassische Systematik
Eine ältere Klassifikation, welche man aber noch oft in der Literatur findet:
Rickettsiaceae: (Diese Familie wird hierbei in drei Gruppen (Tribus) unterteilt)
- Tribus Rickettsieae mit den Gattungen: Rickettsia, Rochalimaea, Coxiella
- Tribus Ehrlicheae mit den Gattungen: Ehrlichia, Cowdria, Neorickettsia
- Tribus Wolbachieae mit den Gattungen: Wolbachia, Rickettsiella

Bartonellaceae:
- Gattungen: Bartonella und Grahamella

Anaplasmataceae:
- Gattungen: Anaplasma, Aegyptianella, Haemobartonella und Eperythrozoon